# برهم‌کنش جانور-رایانه
برهم‌کنش جانور-رایانه (به انگلیسی: Animal–computer interaction)، یک زمینه تحقیقاتی برای طراحی و استفاده از فناوری با، برای و توسط جانوران است که انواع گوناگون جانوران از حیات وحش، باغ‌وحش و جانوران اهلی را در نقش‌های مختلف پوشش می‌دهد. این رشته از رشته برهم‌کنش انسان و رایانه پدید آمد و به شدت تحت تأثیر آن قرار گرفت. با گسترش این رشته، به‌طور فزاینده‌ای چندرشته‌ای شده‌است و تکنیک‌ها و تحقیقات رشته‌هایی مانند هوش مصنوعی، مهندسی نیازمندی‌ها و علوم دامپزشکی را دربر می‌گیرد.
موضوع اصلی تحقیقات برهم‌کنش جانور-رایانه این است که چگونه رویکردها و روش‌های طراحی کاربر محور از برهم‌کنش انسان-رایانه را می‌توان برای طراحی برای جانوران تطبیق داد. بر این اساس، بسیاری از مطالعات به دنبال اتخاذ رویکردهای «جانورمحور» برای طراحی و تحقیق هستند.